# توماس كلاوديو
توماس كلاوديو هو جندي فلبيني، ولد في 7 مايو 1892 في Morong, Rizal ‏ في الفلبين، وتوفي في 29 يونيو 1918 في شاتو تييري في فرنسا.